# Łukasz Koszarek
Łukasz Koszarek (ur. 12 stycznia 1984 we Wrześni) – były polski koszykarz grający na pozycji rozgrywającego, 5-krotny mistrz Polski, reprezentant kraju zarówno w kategoriach juniorskich (do lat 18. i do lat 20.), jak i kadrze seniorów (6-krotny uczestnik turniejów finałowych mistrzostw Europy, 1 raz wziął udział w mistrzostwach świata). Od 2023 r. prezes Polskiej Ligi Koszykówki.

## Życiorys
W koszykówkę zaczął grać w 1995 r. w MKS Września. Od 1999 r. był uczniem Szkoły Mistrzostwa Sportowego w Warce. W 2003 r. został zawodnikiem Polonii Warszawa. Następnie występował w: Turowie Zgorzelec (2006/07), Anwilu Włocławek (2007–2009), włoskiej Pepsi Caserta (2009–2011), Treflu Sopot (2011/12) i Asseco Prokomie Gdynia (2012/13). W trakcie sezonu 2012/13 przeszedł do Stelmetu Zielona Góra, a karierę zakończył jako gracz Legii Warszawa (2021–2023).
W 2013 r. oraz w latach 2015–2017 i 2020 r. został mistrzem Polski ze Stelmetem Zielona Góra. Trzykrotnie zdobył wicemistrzostwo Polski: w 2007 r. z Turowem Zgorzelec, w 2012 r. z Treflem Sopot, a w 2014 r. ze Stelmetem Zielona Góra. Również trzykrotnie sięgał po brązowy medal mistrzostw Polski: dwa razy z Polonią Warszawa (2004, 2005) i 1 raz z Anwilem Włocławek (2009). W 2006 r. wystąpił w Meczu Gwiazd Polskiej Ligi Koszykówki. W sezonie 2011/12 został wybrany MVP Tauron Basket Ligi i zdobył z drużyną Trefla Sopot Puchar Polski.
W 2002 r. z kadrą juniorską zajął 8. miejsce, rozgrywanych w Niemczech mistrzostw Europy do lat 18. W seniorskiej reprezentacji Polski zadebiutował 25 stycznia 2003 w bydgoskiej hali Łuczniczka, przegranym 68:70 meczem eliminacyjnym mistrzostw Europy 2003 z Białorusią (całe spotkanie spędzając na ławce rezerwowych). Od tamtej pory 6-krotnie wystąpił w mistrzostwach Europy: 2007 – 13. miejsce, 2009 – 9. miejsce, 2011 – 17. miejsce, 2013 – 21. miejsce, 2015 – 11. miejsce i 2017 – 18. miejsce. Od lipca 2012 r. do czerwca 2018 r. pełnił – z przerwami – funkcję kapitana drużyny narodowej. Na mistrzostwach świata 2019 - nie będąc zawodnikiem pierwszego składu - zajął 3. miejsce w liczbie asyst wśród „biało-czerwonych” (20). W latach 2003–2023 w seniorskiej reprezentacji Polski rozegrał 212 oficjalnych spotkań międzypaństwowych, zdobywając w nich 1242 punkty.
Jego postać można znaleźć w grze NBA 2K15.
W czerwcu 2023 r. zakończył karierę sportową i został wybrany nowym prezesem Polskiej Ligi Koszykówki.

## Osiągnięcia
Drużynowe
- 5-krotny mistrz Polski (2013, 2015, 2016[8], 2017[9], 2020)[10]
- Wicemistrz Polski:
  - 2007, 2012, 2014, 2021[11], 2022[12]
  - kadetów (2000)[13]
- 3-krotny brązowy medalista mistrzostw Polski (2004, 2005, 2009)
- Zdobywca:
  - Pucharu Polski (2012, 2015, 2017, 2021)[10][14]
  - Superpucharu Polski (2007, 2015, 2020)[10][15][16]
- Finalista:
  - Superpucharu Polski (2012, 2013, 2016[17], 2017[18])
  - Pucharu Polski (2016, 2018)[19]
- Uczestnik rozgrywek:
  - Euroligi (2012/13, 2013/14, 2015/16)
  - Eurocup (2010/11, 2013–2016)

Indywidualne
- MVP:
  - PLK (2012, 2015 według dziennikarzy)[20]
  - Pucharu Polski (2012, 2017)[10]
  - Superpucharu Polski (2020)[21]
- 3-krotnie Najlepszy Polski Zawodnik PLK (2012–2014)
- Największy postęp PLK (2005 według Gazety)[22]
- Laureat nagrody – Asysta sezonu EBL (2021)[23]
- Najbardziej wytrwały zawodnik Energa Basket Ligi w sezonie 2021/22[24]
- Złote usta Energa Basket Ligi w sezonie 2021/22[24]
- 6-krotny uczestnik meczu gwiazd PLK (2006–2009, 2012, 2014)[10]
- Lider PLK:[25]:
  - w średniej asyst (2014)
  - w liczbie asyst (2009, 2013, 2014)
  - play-off w średniej asyst (2008)
  - (sezonu regularnego) w skuteczności rzutów za 3 punkty (2016, 2020)
- Zaliczony do:
  - I składu TBL (oficjalnego – 2012, 2013, 2014)[26]
  - I składu PLK (2015, 2017 według dziennikarzy)[27][28]
  - II składu PLK (2016 według dziennikarzy)[29]

Reprezentacja
- Uczestnik mistrzostw:
  - świata (2019 – 8. miejsce[30])
  - Europy:
    - 2007 – 13. miejsce, 2009 – 9. miejsce, 2011 – 17. miejsce, 2013 – 21. miejsce, 2015 – 11. miejsce, 2017 – 18. miejsce[10]
    - U–18 (2002 – 8. miejsce)[10]
- Lider Eurobasketu w skuteczności rzutów za 3 punkty (2017 – 63,6%)[31]

## Statystyki

### W rozgrywkach krajowych
| Sezon     | Drużyna                    | M  | S5 | MPG  | FG%   | 3P%   | FT%   | RPG | APG | SPG | BPG | PPG  |
| --------- | -------------------------- | -- | -- | ---- | ----- | ----- | ----- | --- | --- | --- | --- | ---- |
| 2003/2004 | Polonia Warszawa (PLK)     | 15 | 0  | 6,0  | 45,0% | 22,2% | 40,0% | 0,9 | 0,9 | 0,3 | 0,0 | 1,6  |
| 2004/2005 | Polonia Warszawa (PLK)     | 33 | 24 | 29,2 | 44,8% | 40,7% | 70,2% | 2,7 | 4,8 | 1,5 | 0,0 | 11,6 |
| 2005/2006 | Polonia Warszawa (PLK)     | 22 | 19 | 32,9 | 40,9% | 34,8% | 63,4% | 3,7 | 5,7 | 1,4 | 0,0 | 12,7 |
| 2006/2007 | Turów Zgorzelec (PLK)      | 39 | 0  | 22,3 | 40,0% | 36,1% | 77,8% | 2,2 | 1,9 | 1,3 | 0,0 | 7,3  |
| 2007/2008 | Anwil Włocławek (PLK)      | 29 | 19 | 28,6 | 41,8% | 42,6% | 78,4% | 3,5 | 4,1 | 1,6 | 0,1 | 10,0 |
| 2008/2009 | Anwil Włocławek (PLK)      | 39 | 39 | 32,5 | 46,9% | 34,6% | 81,7% | 4,4 | 6,1 | 1,8 | 0,1 | 14,0 |
| 2009/2010 | Pepsi Caserta (Serie A)    | 38 |    | 17,8 | 52,2% | 34,7% | 82,1% | 1,8 | 1,5 | 1,1 | 0,0 | 5,4  |
| 2010/2011 | Pepsi Caserta (Serie A)    | 30 | 1  | 16,8 | 52,5% | 28,3% | 78,8% | 1,8 | 1,6 | 1,3 | 0,0 | 4,7  |
| 2011/2012 | Trefl Sopot (PLK)          | 49 | 49 | 33,4 | 50,2% | 48,8% | 83,3% | 3,7 | 5,4 | 1,3 | 0,0 | 15,5 |
| 2012/2013 | Asseco Gdynia (PLK)        | 23 | 19 | 30,7 | 41,9% | 38,6% | 73,4% | 3,2 | 4,6 | 1,3 | 0,0 | 11,8 |
| 2012/2013 | Stelmet Zielona Góra (PLK) | 20 | 19 | 29,6 | 44,0% | 43,0% | 86,4% | 2,4 | 6,6 | 1,2 | 0,1 | 11,0 |
| 2013/2014 | Stelmet Zielona Góra (PLK) | 47 | 47 | 29,3 | 43,1% | 36,9% | 86,6% | 3,0 | 6,8 | 1,3 | 0,2 | 11,6 |
| 2014/2015 | Stelmet Zielona Góra (PLK) | 43 | 43 | 28,6 | 43,8% | 44,0% | 89,8% | 3,3 | 5,7 | 1,2 | 0,1 | 10,8 |
| 2015/2016 | Stelmet Zielona Góra (PLK) | 42 | 42 | 23,6 | 48,0% | 46,7% | 86,7% | 2,1 | 3,9 | 0,8 | 0,1 | 8,3  |
| 2016/2017 | Stelmet Zielona Góra (PLK) | 45 | 39 | 25,3 | 45,1% | 40,1% | 86,0% | 2,7 | 5,5 | 1,1 | 0,0 | 9,0  |
| 2017/2018 | Stelmet Zielona Góra (PLK) | 41 | 39 | 25,8 | 45,7% | 43,7% | 92,1% | 2,4 | 7,0 | 1,0 | 0,1 | 8,7  |

### W rozgrywkach międzynarodowych
| Sezon     | Drużyna                              | M  | S5 | MPG  | FG%   | 3P%   | FT%    | RPG | APG | SPG | BPG | PPG  |
| --------- | ------------------------------------ | -- | -- | ---- | ----- | ----- | ------ | --- | --- | --- | --- | ---- |
| 2010/2011 | Pepsi Caserta (Euroliga)             | 2  |    | 12,5 | 57,1% | 60,0% | 85,7%  | 2,5 | 2,0 | 0,0 | 0,0 | 11,5 |
| 2010/2011 | Pepsi Caserta (Eurocup)              | 14 |    | 17,1 | 46,2% | 40,0% | 81,3%  | 1,4 | 1,2 | 1,2 | 0,0 | 5,2  |
| 2012/2013 | Asseco Gdynia (Euroliga)             | 10 | 8  | 29,3 | 46,3% | 36,6% | 90,3%  | 2,9 | 4,0 | 1,1 | 0,1 | 11,1 |
| 2013/2014 | Stelmet Zielona Góra (Euroliga)      | 10 | 10 | 31,0 | 41,8% | 31,4% | 85,7%  | 3,8 | 5,8 | 0,4 | 0,1 | 8,5  |
| 2013/2014 | Stelmet Zielona Góra (Eurocup)       | 6  | 6  | 28,8 | 51,7% | 44,0% | 87,5%  | 2,3 | 4,0 | 0,5 | 0,2 | 11,7 |
| 2014/2015 | Stelmet Zielona Góra (Euroliga)      | 1  | 1  | 29,0 | 66,7% | 75,0% | –      | 2,0 | 5,0 | 1,0 | 0,0 | 13,0 |
| 2014/2015 | Stelmet Zielona Góra (Eurocup)       | 10 | 10 | 29,0 | 54,7% | 26,7% | 80,0%  | 3,0 | 5,3 | 1,2 | 0,0 | 9,0  |
| 2015/2016 | Stelmet Zielona Góra (Euroliga)      | 10 | 10 | 24,1 | 37,8% | 41,7% | 100%   | 2,5 | 3,9 | 0,4 | 0,0 | 7,1  |
| 2015/2016 | Stelmet Zielona Góra (Eurocup)       | 10 | 10 | 30,5 | 43,4% | 25,0% | 91,7%  | 1,9 | 4,5 | 0,9 | 0,2 | 8,1  |
| 2016/2017 | Stelmet Zielona Góra (Liga Mistrzów) | 12 | 9  | 25,5 | 39,7% | 40,5% | 85,7%  | 2,0 | 5,0 | 1,1 | 0,0 | 8,4  |
| 2016/2017 | Stelmet Zielona Góra (Europe Cup)    | 2  | 2  | 20,9 | 46,2% | 75,0% | 100,0% | 1,0 | 2,0 | 1,5 | 0,0 | 8,5  |
| 2017/2018 | Stelmet Zielona Góra (Liga Mistrzów) | 16 | 16 | 26,5 | 35,4% | 38,3% | 91,7%  | 2,9 | 5,2 | 1,3 | 0,0 | 6,8  |